# Anke Schwarzenberg

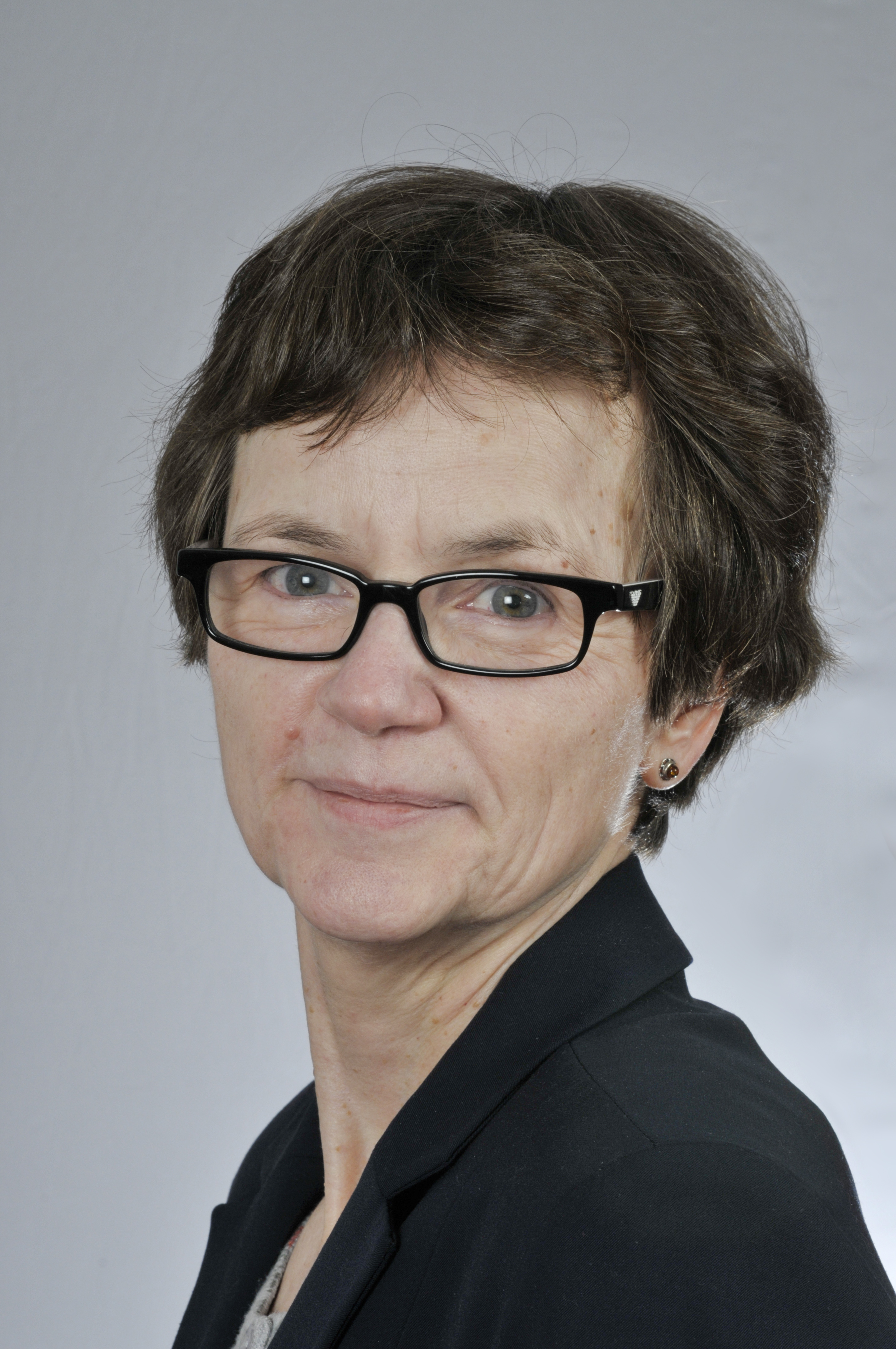
Anke Schwarzenberg 2016

Anke Schwarzenberg (* 6. Mai 1954 in Hamburg) ist eine deutsche Politikerin (Die Linke). Sie war von 2015 bis 2019 und erneut von 2021 bis 2024 Abgeordnete im Landtag Brandenburg.
Anke Schwarzenberg absolvierte nach dem Abitur 1972 ein Maschinenbaustudium, das sie 1976 als Diplom-Ingenieurin abschloss. Sie war dann im Lausitzer Braunkohlerevier und bei dessen Rekultivierung tätig.
Anke Schwarzenberg trat 1976 in die SED ein und gehört über deren Nachfolgeparteien nun der Partei Die Linke an. Seit Februar 2020 ist sie Mitglied des Landesvorstands Die Linke Brandenburg und seit 2021 stellvertretende Vorsitzende des Kreisvorstands Die Linke Lausitz.
Kommunalpolitisch aktiv war sie als Mitglied der Stadtverordnetenversammlung Forst (Lausitz) von 2003 bis 2011 und ist es in Cottbus seit 2014. Zudem war sie Mitglied im Kreistag im Landkreis Forst von 1990 bis 1993 sowie im Landkreis Spree-Neiße von 1993 bis 1998 und von 2003 bis 2008. Ab Januar 2015 gehörte sie als Nachrückerin für Christian Görke dem Landtag an. Bei der Landtagswahl 2019 verpasste sie zunächst den Wiedereinzug in den Landtag, rückte jedoch am 1. November 2021 erneut für Görke in den Landtag nach. Im Landtag war sie Sprecherin für Strukturwandel Lausitz, ländliche Entwicklung, Regionalplanung und Raumordnung der Fraktion Die Linke. Bei der Landtagswahl 2024 trat sie nicht erneut an.